# Richmond Park
A Richmond Park London dél–nyugati részén található,
a Richmond upon Thames kerületben és a Londoni Királyi Parkok közül a legnagyobb.   
A parkot I. Károly angol király hozta létre a 17. században, szarvasvadászat céljából. 
A park nemzeti és nemzetközi jelentőséggel is bír, a vadon élő állatok védelme szempontjából.
amely természetvédelmi terület is egyben. A különleges tudományos érdeklődésre számot tartó hely, I. fokozatban szerepel Anglia különleges jelentőségű történelmi parkjainak és kertjeinek nyilvántartásában, valamint jelenleg közel 630 szarvas természetes lakóhelyéül is szolgál. Látképe számos híres művészt inspirált, valamint jónéhány film- és tévésorozat helyszíne is volt.
A Richmond Park magában foglal néhány építészeti vagy történelmi műemléket. Ilyen például a White Lodge, amely korábban királyi rezidencia volt,  jelenleg balettiskola (Royal Ballet School).
A parkot 3 méter magas téglafal határolja, golfpálya  és más sport és szabadidő létesítmények is találhatók a területén. A helyszín fontos szerepet játszott a két világháború, majd az 1948-as és 2012-es nyári olimpia idején is. 2014-ben mintegy 4,4 millió látogatója volt.

## Mérete
A Richmond Park London legnagyobb királyi parkja, és a 10 000 hektáros Lee Valley Park után, a második legnagyobb területtel rendelkezik. A Sutton Park (Birmingham) után pedig, Nagy-Britannia második legnagyobb városi fallal körülvett parkja. Területe 3,69 négyzetmérföld, illetve 955 hektár azaz 9,55 négyzetkilométer.

## Közlekedés a parkban
A fallal körül vett terület több kapun át is megközelíthető. Ezek a Sheen Gate, Richmond Gate, Ham Gate, Kingston Gate, Roehampton Gate és (csak a golfpályát igénybevevőknek) a Chohole Gate. A kapuk a gyalogosok és kerékpárosok számára a nap 24 órájában nyitva állnak, kivéve a novembertől februárig eső időszakot, amikor a parkot az esti órákban (este 8:00-tól reggel 7:30 -ig) zárva tartják. A motorkerékpárosok és személygépkocsik is keresztül hajthatnak a kijelölt útvonalon, de csak meghatározott időben. Számukra a kapuk reggel 7;00 órakor nyitnak és délután 20 óra 45 perckor zárnak, szigorúan sebességkorlátozás mellett. A megengedett legnagyobb sebesség 20 km/h. A taxik kivételével kereskedelmi gépjárművek 
(tehergépkocsik, és egyéb haszongépjárművek) csak külön engedéllyel hajthatnak be. A koronavírus járvány idején, a gépjárművek nem közlekedhetnek a parkon keresztül.

## Története

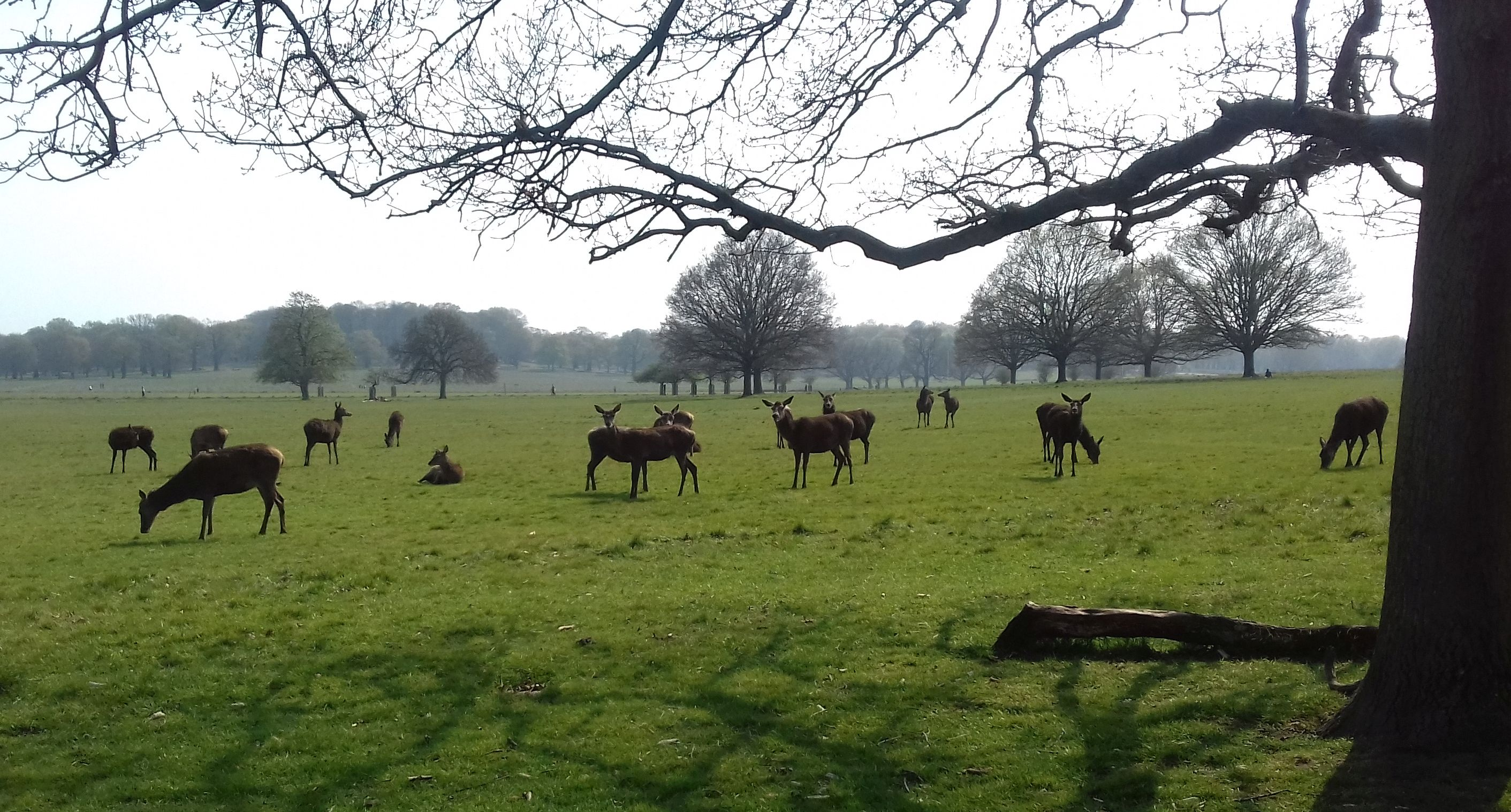
Látkép a Richmond Parkban

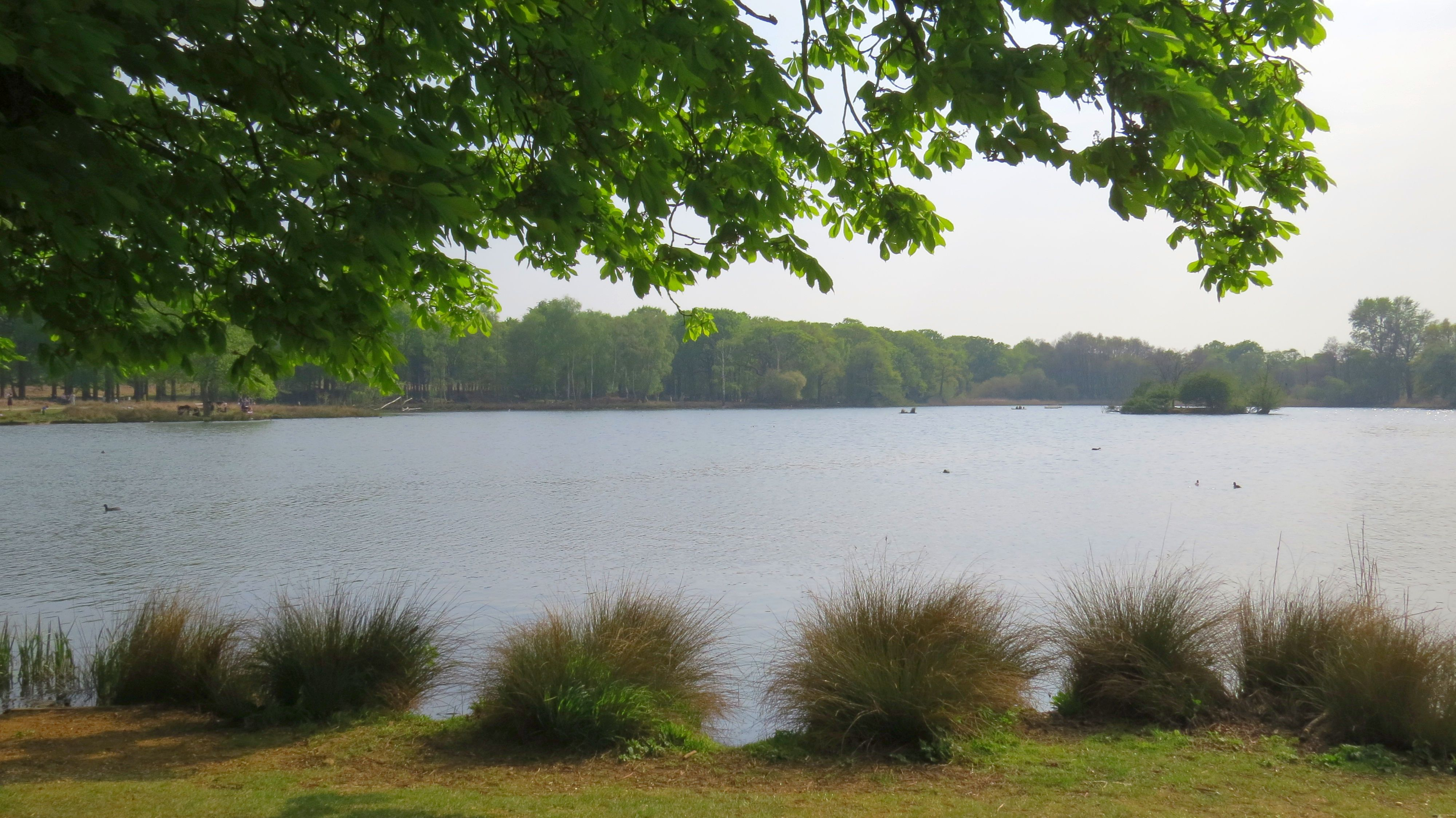
A Pen Pond látképe

A parkot I. Károly hozta létre 1625-ben, amikor a pestis elől Londonból a Richmond-palotába helyezte át székhelyét. A palota feletti dombos területet vadászparkká alakíttatta, ahol szarvasokra vadászott. 
A helyet eredetileg „New” (Új) Parknak nevezték, hogy megkülönböztessék egy a Richmondban már meglévő parktól. (Az utóbbit ma Old Deer Parknak hívják). Károly 1637-ben fallal záratta körbe a területet, amit a helyi lakosok nehezményeztek, de később a király szolgalmi jogot biztosított számukra. Az akkor épített falak a mai napig is állnak és csak néhány helyen kellett újjáépíteni vagy megerősíteni. I. Károly 1649-es kivégzése után park az akkori City of London irányító testületének kezelésébe került. Oliver Cromwell hatalma idején, a nép jogot kapott a használatra, melynek eredményeképpen tűzifát gyűjthettek és szarvasokra is vadászhattak. Miután Cromwell meghalt, I. Károly fia,  II. Károly vette át a hatalmat, így a park 1660-tól ismét királyi uralom alá került. A királyság visszatérésével a kiírtott szarvasokat Franciaországból telepítették újra. A bejáratokhoz pedig őrség került és erősen korlátozták az egyszeri ember bejutását. A köznépnek nem nagyon tetszett a szabad használat tiltása, így belekerült majd egy évszázadba mire sikerült elérniük, hogy ismét használhassák a parkot.
1719-ben az ekkor 36 éves Ansbachi Karolina és férje a jövőbeni II. György vásároltak itt vidéki házat, amely I. Jakab koraban, 1619-ben még vadászházként funkcionált és előtte pedig III. Vilmos használta. Ez az ház a Richmond Lodge, amely az első épület volt a park területén. Karolina brit királyné halála (1737) után, a ház jó ideig használaton kívül állt.
1751-től II. György leánya Amália hercegnő rendelete alapján, a nagyközönség még mindig nem látogathatta a parkot egészen 1758–ig. Majd 1764-ben Karolina királyné unokája III. György vette használatba, nyári rezidencia gyanánt. 1772-ben édesanyja, Auguszta hercegné halála után megörökölte a Kew-palotát, így oda költözött és a richmondi nyári lakhelyét lebontották.
A 19. században végre feloldották a park látogatási tilalmát, és az 1872. évi törvényben teljesen nyilvánossá tették használatát a köznép számára azzal a kikötéssel, hogy tűzifát már nem gyűjthettek ott. Ez a szabály a mai napig is érvényes annak érdekében, hogy fenntartsák a terület természetes élőközösségét. Az egykori mocsaras területet ekkora már lecsapolták, farmokat létesítettek, de a sovány gabonatermés miatt, inkább legelőként használták. Az 1800-as évek elején például nemcsak szarvasok, hanem juhok, tehenek és lovak is legeltek itt. 
1915-től labdarúgó és krikett helyeket is kijelöltek a területen. Az első golfpályát 1923-ban nyitották meg. A park fontos szerepet játszott az első világháború alatt, amikor lovassági kiképzéseket tartottak. A második világháborúbant pedig a Pembroke Lodge épületét légvédelmi bázisként használták.
Az 1948. évi nyári olimpiai játékok idején, a park déli részén a Dann's tó közelében olimpiai falu épült. 1953-ban pedig Tito jugoszláv államfő, egy állami látogatás folyamán járt a park területén lévő White Lodge-ban.
A 2012-es nyári olimpián pedig ezen a parkon keresztül vezettek, a férfi és női kerékpáros versenyek.

## A park látnivalói

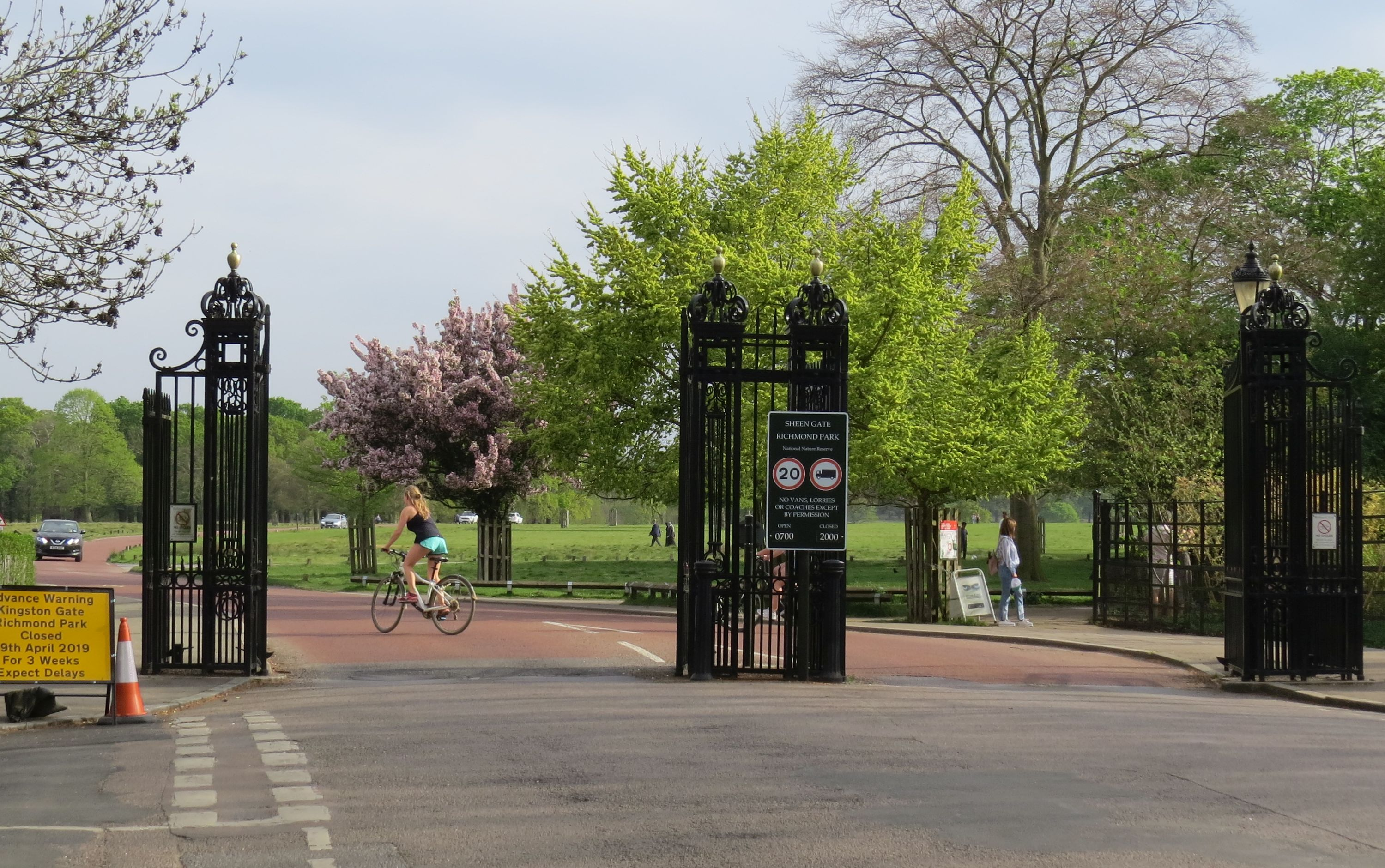
Sheen Gate a Richmond Park északi kapuja

A parkban tíz építmény található. Mind a tíz és a parkot körülvevő fal műemlekvédelem alatt állnak.

### A határolófal
A téglából épített kerítés  átlag 2,7 méter magas és 13 kilométer hosszú.

### Kapuk
Amikor a parkot 1637-ben körülkerítették, a határfal mentén eredetileg hat kaput építettek. 
Ezek a Coombe Gate, Ham Gate, Richmond Gate, Robin Hood Gate, Roehampton Gate és a Sheen Gate. Ezek közül a Richmond Gate a legforgalmasabb. A jelenlegi kaput 1896-ban építették, Sir John Soane tervei alapján. A Sheen Gate volt az a kapu, ahol John Lewis sörfőző mester, 1755-ben követelte, hogy engedélyezzék a gyalogos belépést a park területére, miután Amália hercegnő megtiltotta. A jelenlegi kettős kapu 1926-tól áll.
Coombe Gate (későbbi nevén Ladderstile Gate) az 1700-as évek elején még be volt falazva, így létrán keresztül mentek be a parkba, míg nem 1735 körül lebontották a téglákat. A jelenlegi kapu 1901-ben épült. A kovácsoltvas Roehampton Gate 1899-ben helyezték üzembe. A Ham Gate 1825-ben épült, és 1921-ben kiszélesítették, a parkkapuk többségére jellemző kovácsoltvasból. A Robin Hood Gate-et csak gyalogosok és kerékpárosok használhatják.
Az említett eredeti hat bejáraton kívüli kapuk még a Kingston Gate, a Queen's Gate, Petersham Gate, a Bishop's Gate, a Cattle Gate és a Cambrian Gate. 

### Fontosabb építményei
- Ham Gate Lodge: 1742-ben épült.

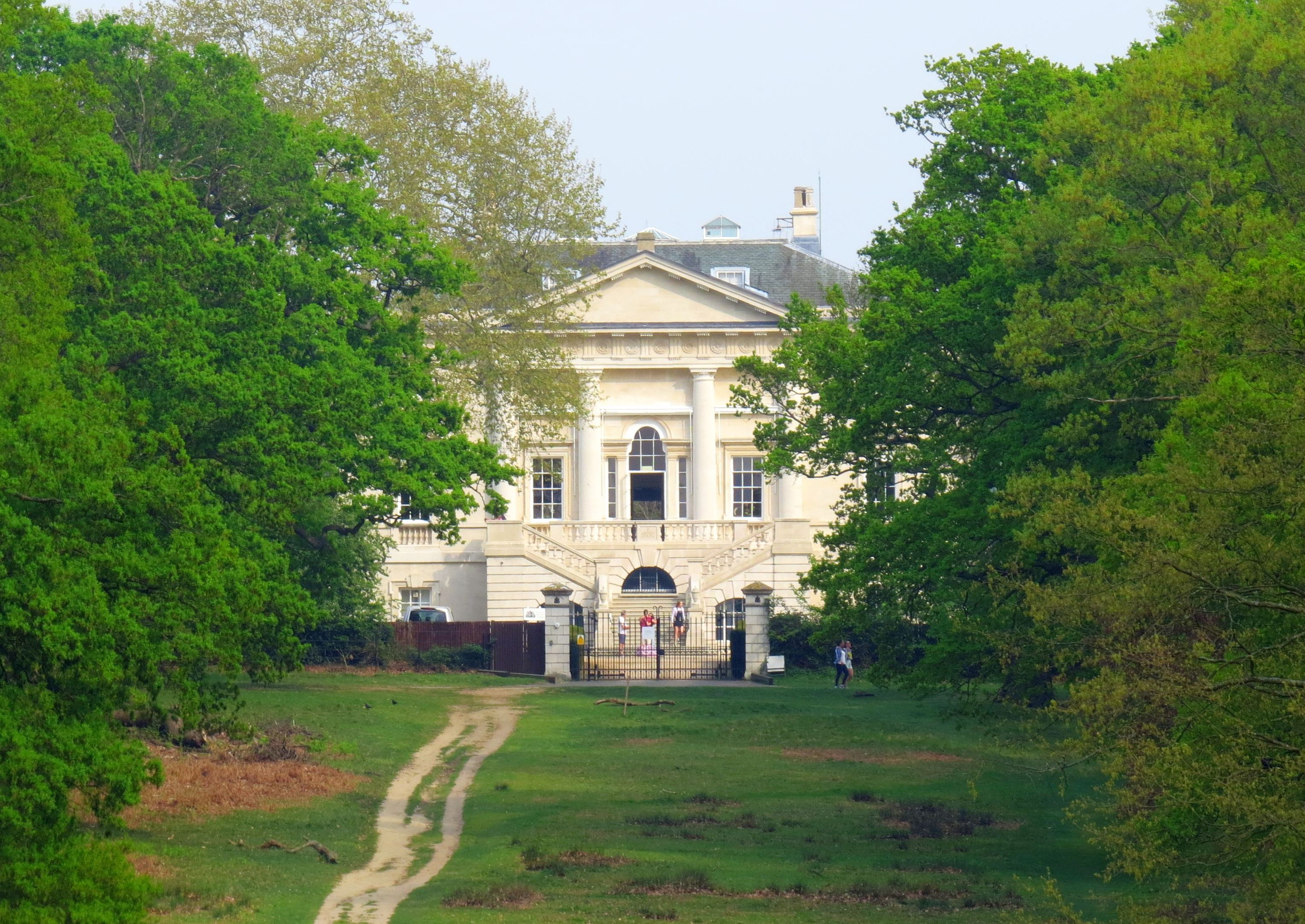
A White Lodge

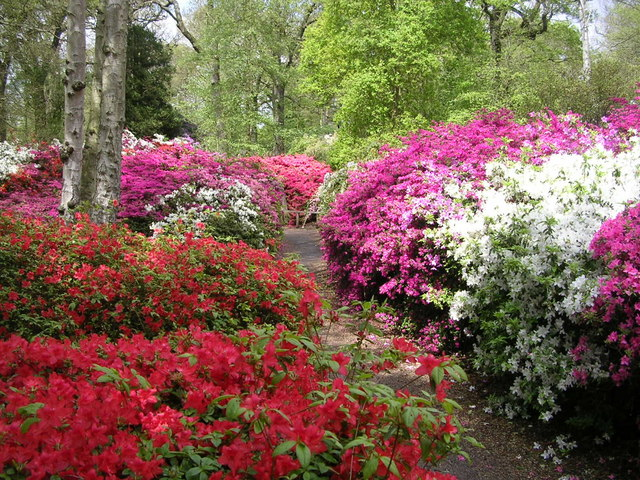
Az Isabella Plantation egyik részlete

- Holly Lodge (korábbi nevén Bog Lodge): 1735-ben emelték. Itt egy látogató központ található a Holly Lodge Visitors’ Centre melynek megtekintésére előre be kell jelentkezni. Itt van még a park központi irányítói irodája, valamint a Metropolitan rendőrség egy kihelyezett irodája. A Holly Lodge Visitors’ Centre -be látogatók megismerkedhetnek a park és a viktoriánus idők történelmével. Létrehoztak gyógyszertárat, konyhát és konyhakertet, melyben a viktoriánus korban használt zöldségeket és gyógynövényeket termesztik.[3]
- Oak Lodge: 1852-ben építették és a park gondnoka lakott benne, aki a javításokért és karbantartási munkákért volt felelős.
- Pembroke House: A saját kerttel rendelkező épületből látható a Temze-völgy, Windsor és Surrey. Ma étterem és teaház működik az épületben.[3]
- Richmond Gate Lodge és a hozzátartozó Richmond Gate (Richmond kapu): a Sir John Soane által tervezett építmények 1798-ban épültek meg.
- Thatched House Lodge: A második világháború alatt Eisenhower otthonaként szolgált. 1963 óta II. Erzsébet unokatestvére Alexandra hercegnő lakik az épületben.
- White Lodge: II. György vadászkastélya volt. Az 1730 –ban befejezett épületet Roger Morris építész tervezte. Több történelmi híresség is lakott ebben az épületben. Itt született II. Erzsébet édesapja Albert herceg, aki koronázásakor a VI. György nevet vette fel és az 1920-as években itt élt feleségével a későbbi anyakirálynéval. 1955 óta ebben az épületben működik a Brit Királyi Balettiskola (Royal Ballet School).[8][3]

### Kilátópontok
Ket ilyen érdekes pont található a parkban. Az egyik a King Henry's Mound nevű dombon,  a The Way nevű kapuval szemben állva láthatjuk a Szent Pál-katedrális kupoláját, a másik a Sawyer's Hill emelkedőjéről látható kilátás London felhőkarcolóira. Láthatjuk a London Eye-t, a 30 St Mary Axe uborka alakját, a The Shard-ot, a Tower 42, vagy a 20 Fenchurch Street jellegzetes toronyházait.

### Isabella Plantation
A park egyik legszebb része az Isabella Plantation. Ezt a kis zárt kertet, 1953-ban adták át a nyilvánosságnak. A kertben rododendronok, örökzöld azáleák, kaméliák, liliomfák, csarabok és egyéb ritkaságok is pompáznak. Van itt több tavacska és patak folyik a kertben, partján vízinövényekkel.

## A park állatvilága
A Richmond Parkban jelenleg 630 darab dámvad, gímszarvas és őz él. A vadak 1529 óta szabadon közlekedhetnek a területen. Ősszel párzási időszakban és május–június táján, amikor a szarvasborjúk születnek az állatok kiszámíthatatlanabbak, ingerlékenyebbek. A park fontos menedéke más vadon élő állatoknak is, mint például a harkályok, a mókusok, nyulak, kígyók, békák, varangyok, szarvasbogarak és számos egyéb rovarnak.
A madarak közül megemlítendők a mandarinrécék, a hattyúk, tőkés récék és a park legegzotikusabb lakói az örvös sándorpapagájok. Örök rejtély marad, hogyan került ide ez a trópusi faj, amelyik Nyugat-Afrikában és Indiában is őshonos. A legenda szerint az 1950-es években egy Tarzan filmet forgattak a 
Shepperton Studioban, és a forgatás során a mellékszereplő madarak ketrece egy baleset miatt összetört és így elszabadultak. Nagyon jól alkalmazkodtak az itteni klímához és szépen szaporodnak.

## Források

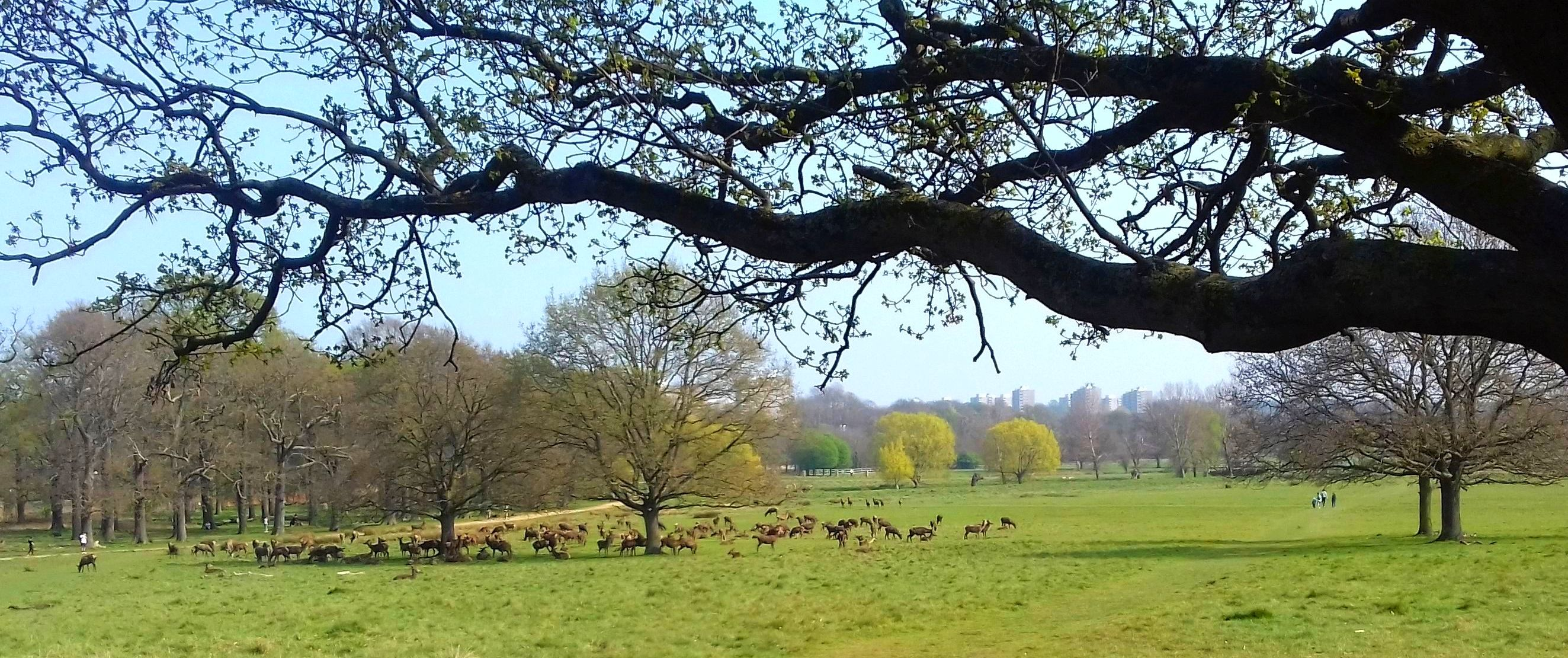
A Richmond Park egyik részlete

## Fordítás
- Ez a szócikk részben vagy egészben a Richmond Park című angol Wikipédia-szócikk ezen változatának fordításán alapul.  Az eredeti cikk szerkesztőit annak laptörténete sorolja fel. Ez a jelzés csupán a megfogalmazás eredetét és a szerzői jogokat jelzi, nem szolgál a cikkben szereplő információk forrásmegjelöléseként.